# グレッグ・ルドロフ
グレッグ・ルドロフ（Gregg Rudloff、1955年11月2日 - 2019年1月6日）は、アメリカ合衆国のレコーディング・エンジニアである。1983年以降、150作品以上にクレジットされている。アカデミー録音賞には7回ノミネートされ、3回受賞した。
2019年1月6日にロナルド・レーガンUCLAメディカルセンターにて死去。63歳没。自殺によるものとみられている。

## 受賞とノミネート
| 賞           | 年   | 部門   | 作品名                            | 結果       |
| ------------ | ---- | ------ | --------------------------------- | ---------- |
| アカデミー賞 | 1989 | 録音賞 | グローリー                        | 受賞       |
| アカデミー賞 | 1999 | 録音賞 | マトリックス                      | 受賞       |
| アカデミー賞 | 2000 | 録音賞 | パーフェクト ストーム             | ノミネート |
| アカデミー賞 | 2006 | 録音賞 | 父親たちの星条旗                  | ノミネート |
| アカデミー賞 | 2012 | 録音賞 | アルゴ                            | ノミネート |
| アカデミー賞 | 2014 | 録音賞 | アメリカン・スナイパー            | ノミネート |
| アカデミー賞 | 2015 | 録音賞 | マッドマックス 怒りのデス・ロード | 受賞       |